# Parachorius lannathai
Parachorius lannathai là một loài bọ cánh cứng trong họ Bọ hung (Scarabaeidae).